# Institut des hautes études cinématographiques
IDHEC
L'Institut des hautes études cinématographiques (généralement désigné par l'acronyme IDHEC) est une école française de cinéma, basée à Paris, active entre 1943 et 1986. Elle est intégrée à La Fémis en 1988.
L'IDHEC dispensait un enseignement spécialisé en trois ans : d'abord sous la forme d'une année de préparation au concours d'entrée dirigée par Henri Agel au lycée Voltaire, puis de deux années à l'Institut. Après Mai 68 et la suppression de l'année préparatoire : une première année à l'Institut commune à toutes les sections et deux années de spécialisation.
L'IDHEC est fondé par Marcel L'Herbier pendant la Seconde Guerre mondiale. De 1944 à 1988, l'IDHEC voit passer 41 promotions et forme 1 439 professionnels du cinéma, 873 français et 566 étrangers.
Parmi les enseignants figureront de 1945 à 1967 l'historien du cinéma Georges Sadoul et le théoricien Jean Mitry et plus tard Serge Daney, Jean Douchet et quantité d'autres professionnels plutôt que des enseignants à demeure. Après mai 68, sous la direction de Louis Daquin le triumvirat Richard Copans, Jean-Denis Bonan et Jean-André Fieschi peut être considéré comme les véritables auteurs de la nouvelle pédagogie dont l'actuelle FEMIS porte encore les traces.

## Histoire
Pendant la IIIe République, Jean Zay avait déjà envisagé la création d’un Institut de cinéma pour assurer une formation professionnelle de caractère artistique, à côté de l’École technique de photographie et de cinématographie, fondée en 1923. Une première réalisation voit le jour à Nice, après l’armistice, sous l’égide du secrétariat d’État à la Jeunesse : le Centre artistique et technique des jeunes du cinéma, créé à Nice par un groupe de jeunes réalisateurs et techniciens dont Yannick Bellon, Philippe Agostini, Henri Alekan, René Clément, Jean Lods et Claude Renoir,.

### Création d'une école d'État

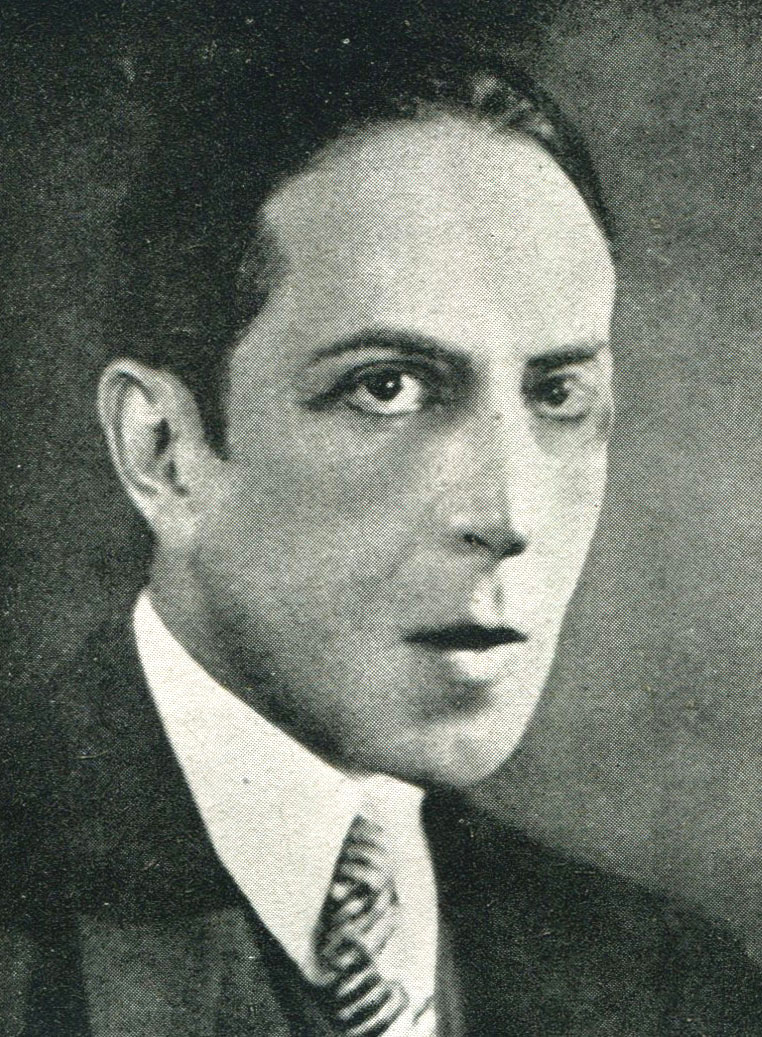
Marcel L'Herbier, cinéaste et créateur de l'IDHEC (portrait anonyme, 1923).

En 1942, le réalisateur Marcel L'Herbier propose à Louis-Émile Galey, directeur général de la Cinématographie, la création de deux écoles de cinéma : l'École Louis-Lumière et l'IDHEC, la première devant s'occuper de la formation des techniciens du cinéma, la seconde d'un apprentissage plus théorique et artistique, destiné aux métiers de création (réalisateurs et scénaristes).
L'IDHEC est fondé le 4 septembre 1943,, et ouvre ses portes le 6 janvier 1944,. L'IDHEC est la troisième grande école de cinéma au monde, après le VGIK de Moscou et le Centro sperimentale di cinematografia de Rome.
Dans son discours d'inauguration, Marcel L'Herbier précise le rôle de l'école : il s'agit pour elle de définir « le Cinématographe envisagé comme un Art ». L'idée — assez répandue de nos jours — ne va pourtant pas de soi : le cinéma reste encore largement considéré comme un divertissement, en opposition aux autres arts dits « sérieux » comme la peinture ou la musique. La formule préfigure également la notion de politique des auteurs chère à André Bazin et qui n'apparaît que dix ans plus tard.

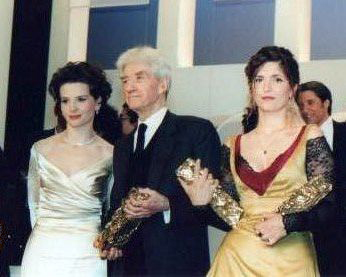
Alain Resnais, de la 1re promotion de l'IDHEC (1946).

L'institut — qui permet à certains jeunes gens de se soustraire au S.T.O — s'installe dans un hôtel particulier au no 6 de la rue de Penthièvre à Paris et occupe les anciens bureaux exigus d'une société de produits chimiques. Alain Resnais et Yannick Bellon font partie de la première promotion baptisée « promotion Louis-Delluc », Ghislain Cloquet de la troisième et René Vautier de la quatrième. L'institut comprend trois services: formation artistique et technique des créateurs des films, recherches par l’institution d’un centre expérimental pour les travaux pratiques et les films d’essai, et expansion de l’art cinématographique, par le biais de publications, conférences et projections. « Comme le Centro sperimentale della cinematografia, l’I.D.H.E.C. aspire à être à la fois un lieu de formation et un lieu de recherche et d’expérimentation. Créé par un cinéaste passionné, l’institut n’a pas le temps d’être mis au service de l’État ».
L'école jouit d'un certain intérêt dans le milieu de l'art et accueille dès les premières années des hôtes d'importance, tels que Maurice Merleau-Ponty, qui y fait une conférence en 1945 sur les rapports entre cinéma et « nouvelle psychologie », ou Léon Chancerel qui y enseigne l'histoire du théâtre. Des cinéastes de renom y donnent des cours, mais n'y restent pas. Jean Epstein, par exemple, quitte l'école faute d'avoir su captiver ses étudiants. L'école devient un des hauts lieux de débat cinématographique d'après-guerre : le Comité de défense du cinéma français s'y réunit en décembre 1947 pour protester contre l'accord Blum-Byrnes.

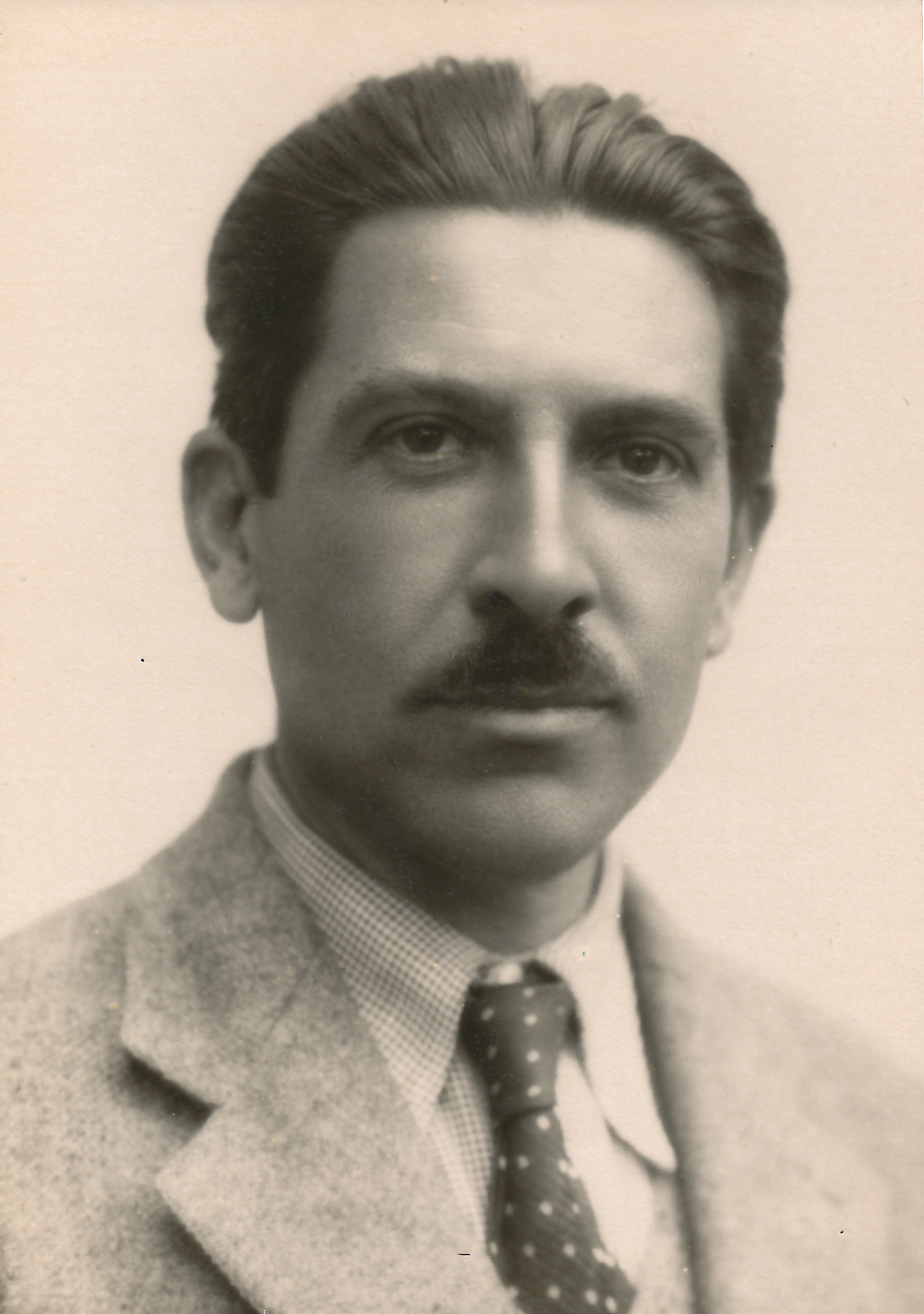
Léon Moussinac, directeur de l'IDHEC (portrait anonyme, 1934).

L'école est alors dirigée par le producteur Pierre Gerin. Léon Moussinac, codirecteur du Comité de défense du cinéma français, lui succède en 1948. L'école, clairement située à gauche sur l'échiquier politique, est dans la ligne de mire des anticommunistes. À l'époque, le cinéma français est en effet accusé d'être aux ordres du Parti communiste français (Léon Moussinac en est membre) et subit de nombreuses attaques sur ce sujet. En 1948, le journal L'Objectif remet en cause l'école en ces termes : « S'il y a un scandale de l'IDHEC, c'est celui de son existence même ». Deux plus tard, le Cartel des syndicalistes libres des spectacles demande la suppression des subventions accordées à l'IDHEC, présentée comme « une pépinière d'agents staliniens (…) dont l'inutilité n'est plus à démontrer ». En 1949 Léon Moussinac est poussé à la démission et Marcel L'Herbier, président du conseil d'administration et dont la carrière de cinéaste avait considérablement faibli après la guerre, assure pendant deux ans la direction générale. L'autorité de tutelle — à l'époque le ministère de l'Industrie et du Commerce — impose en 1951 un nouveau directeur général, Rémy Tessonneau, qui n'est délogé que par les événements de Mai 1968. Marcel L'Herbier lui survit un an à la présidence du conseil d'administration.

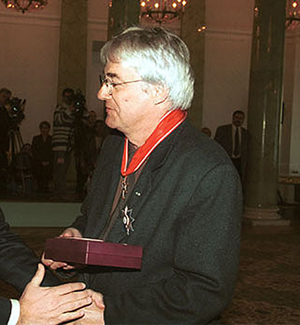
Andrzej Żuławski, diplômé de l'IDHEC en 1959.

Le rôle de l'école dans le milieu professionnel s'accroît pourtant : il semble presque nécessaire, dans les années 1950, d'avoir fait l'IDHEC pour devenir décorateur ou monteur de cinéma. Cette domination de l'IDHEC sur les grands corps de métier du cinéma ne va pas sans poser problème. L'universitaire américain C. G. Crisp avance l'hypothèse selon laquelle la « qualité française » des années 1950, tant décriée par François Truffaut et ses confrères de la Nouvelle Vague, serait en partie due au corporatisme et à la professionnalisation de l'école, contrecarrant la spontanéité ou l'invention de formes nouvelles. Constat partagé par Marin Karmitz qui se définit comme « formé par l'IDHEC au cinéma classique, mais déformé par la Nouvelle Vague », dont il préfère prendre le parti.

### Années 1950 et l'essor de la télévision

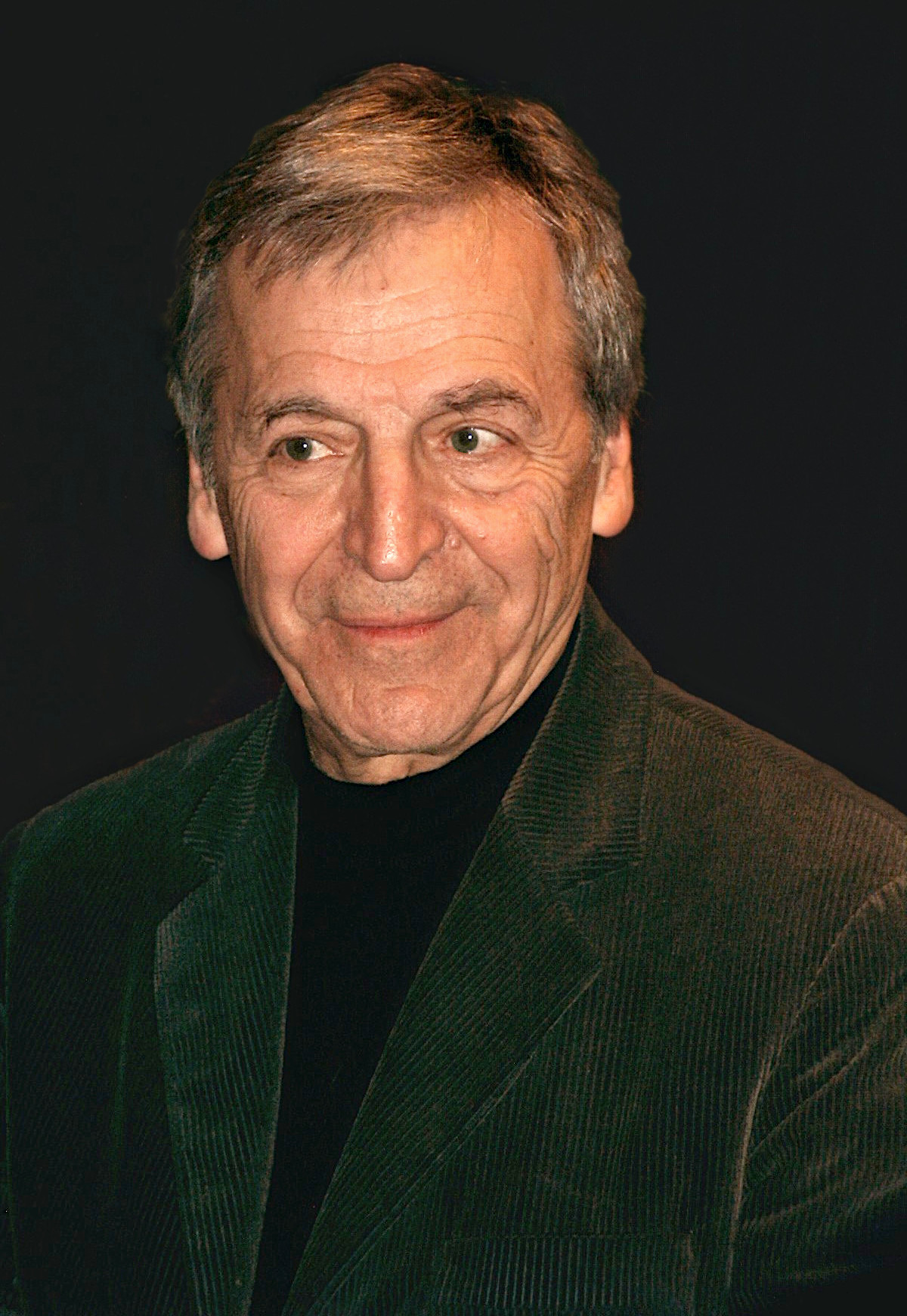
Constantin Costa-Gavras, diplômé de l'IDHEC en 1956.

Si la majorité des étudiants de l'IDHEC se destinent au cinéma, certains voient d'un œil curieux l'apparition d'un nouveau médium : la télévision. Celle-ci n'en est qu'à ses débuts et a besoin d'attirer à elle de nombreux professionnels. Marcel L'Herbier l'avait bien compris, lui qui avait déclaré lors de l'ouverture de l'école : « Ne devons-nous prévoir, si nous ne voulons pas nous faire devancer, l'installation à un rythme accéléré de postes particuliers de télévision ? Et combien de films faudra-t-il pour la consommation de ce nouvel ogre ? Dès lors, combien de créateurs, de techniciens supplémentaires exigera la profession pour préparer cette fabuleuse pâture ? ». L'analyse de L'Herbier s'avère juste : la télévision n'hésite pas à puiser dans le vivier de l'école pour constituer ses troupes. Stellio Lorenzi et Maurice Cazeneuve, fréquentent l'IDHEC à ses débuts. Suivent Jean Prat, Pierre Badel, Ange Casta, Alain Boudet, Jean-Christophe Averty, Edmond Lévy qui intègrent l'ORTF à leur sortie de l'école. Chacun de ses réalisateurs entraîne ensuite d'autres étudiants pour travailler à leurs côtés. C'est ainsi que Jean-Christophe Averty coopte Pierre Trividic. Les pionniers de la fiction télévisuelle, qui connaît ses premiers succès au milieu des années 1950, sont donc souvent formés à l'IDHEC.

### Mai 68

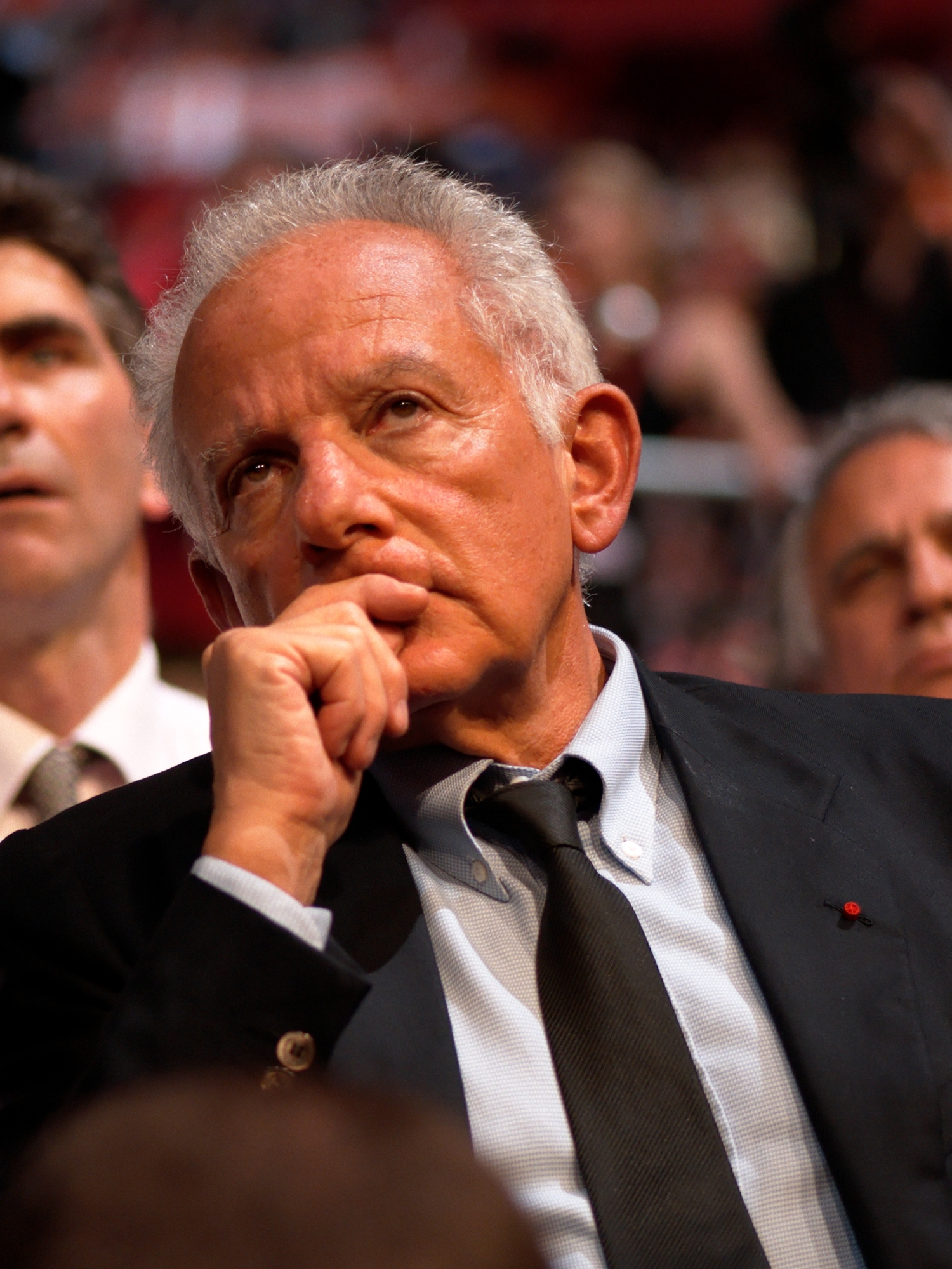
Marin Karmitz, diplômé de l'IDHEC en 1957.

Les élèves, proches de l'extrême-gauche et de la Jeunesse communiste révolutionnaire, occupent à partir du 16 mai 1968 leur école (installée depuis 1952 dans un ancien studio du cinéma muet 3bis, boulevard d'Aurelle de Paladines, aux abords de la Porte Maillot). Ils apportent leur soutien aux étudiants du Quartier Latin et mènent une fronde contre l'enseignement dispensé à l'école, jugé trop académique. Les cours sont suspendus et les élèves adoptent le 18 mai 1968 le principe de « grève active ». Ce mouvement conduit à la démission d'une grande partie de l'administration. Les animateurs du comité d'occupation, Daniel Edinger et Richard Copans, défendent une organisation de l'école inspirée du modèle des usines autogérées : les élèves se constituent ainsi en association loi de 1901 (l'AGIDHEC) afin que l'appropriation du matériel de tournage de l'IDHEC soit collective et pour se protéger contre une répression individuelle. Chaque projet de film est soumis à l'Assemblée Générale des élèves. Les élèves de l'école participent aux « États généraux du cinéma », dont une tendance défend avec Marin Karmitz, diplômé de l'école dix ans plus tôt, un projet radical de cinéma militant autogéré. Le 10 juillet 1968 les élèves sont délogés des locaux (qui sont bientôt démolis pour faire place au boulevard périphérique).
Les élèves de l'IDHEC tiennent un rôle important dans la propagation des idées de Mai 68 : nombre d'entre eux participent à la réalisation et à la diffusion des films militants produits dans le sillage des manifestations étudiantes et de la grève générale,. On peut en voir un exemple dans un film de dix minutes, La Reprise du travail aux usines Wonder, tourné le 10 juin 1968 par des élèves de l'école. Le matin même, après trois semaines de grève, les ouvriers de l'usine Wonder de Saint-Ouen viennent de voter la reprise du travail. Devant les portes de l'usine, une ouvrière se met à protester contre la décision du matin et refuse de rentrer. Après avoir fait un très bref plan général de l'usine et de la foule, Pierre Bonneau, caméra à l'épaule, filme la jeune femme en plan séquence jusqu'à l'appel du directeur du personnel à reprendre le travail. Jacques Willemont qui dirige le tournage suit la discussion avec le micro relié au magnétophone tenu par Liane Estiez. L'enregistrement sonore est diffusé le soir même, à l'assemblée des « États généraux du cinéma », qui est réunie dans la salle de projection de l'IDHEC. Il est décidé de développer le film et de tirer des copies le plus vite possible, sans lui ajouter d'autres plans. Le film est présenté à l'été au Festival international du jeune cinéma de Hyères en tant que réalisation de « IDHEC en grève », sans nom, conformément à la décision prise par les « États généraux du cinéma » le 20 mai de « ne pas signer les films tournés sur les événements ». Dans son numéro d'été, la revue Positif salue la forme « exceptionnellement concise, passionnée et authentique » de ces images. Le film rencontre une audience inattendue, si bien qu'il devient en 1970 le court-métrage d'avant-programme du film Camarades (1970) de Marin Karmitz. Le film continue d'être vu bien des années après, intégré sous forme d'extraits, dans différents documentaires comme Histoire de mai (1978) de Pierre-André Boutang et André Frossard, Mai 68, quinze ans après (1983) de Jean Labib, Génération (1988) de Daniel Edinger, Hervé Hamon et Patrick Rotman et il est le sujet même de Reprise (1996) d'Hervé Le Roux,. Jacques Rivette dit qu'il est le seul film « révolutionnaire », au sens strict, qu'il ait jamais vu « parce que c'est un moment où la réalité se transfigure à un tel point qu'elle se met à condenser toute une situation politique en dix minutes d'intensité dramatique folle ». Pour Serge Daney et Serge Le Péron, il est « la scène primitive du cinéma militant, La Sortie de l'usine Lumière à Lyon à l'envers, un moment miraculeux dans l'histoire du cinéma direct ». Le film continue d'être distribué par divers collectifs durant les années 1970 : on le trouve dans le catalogue de « Cinéma Rouge », un groupe trotskiste proche de la Ligue communiste révolutionnaire, dans celui de « Ciné Libre » et celui de Cinélutte.

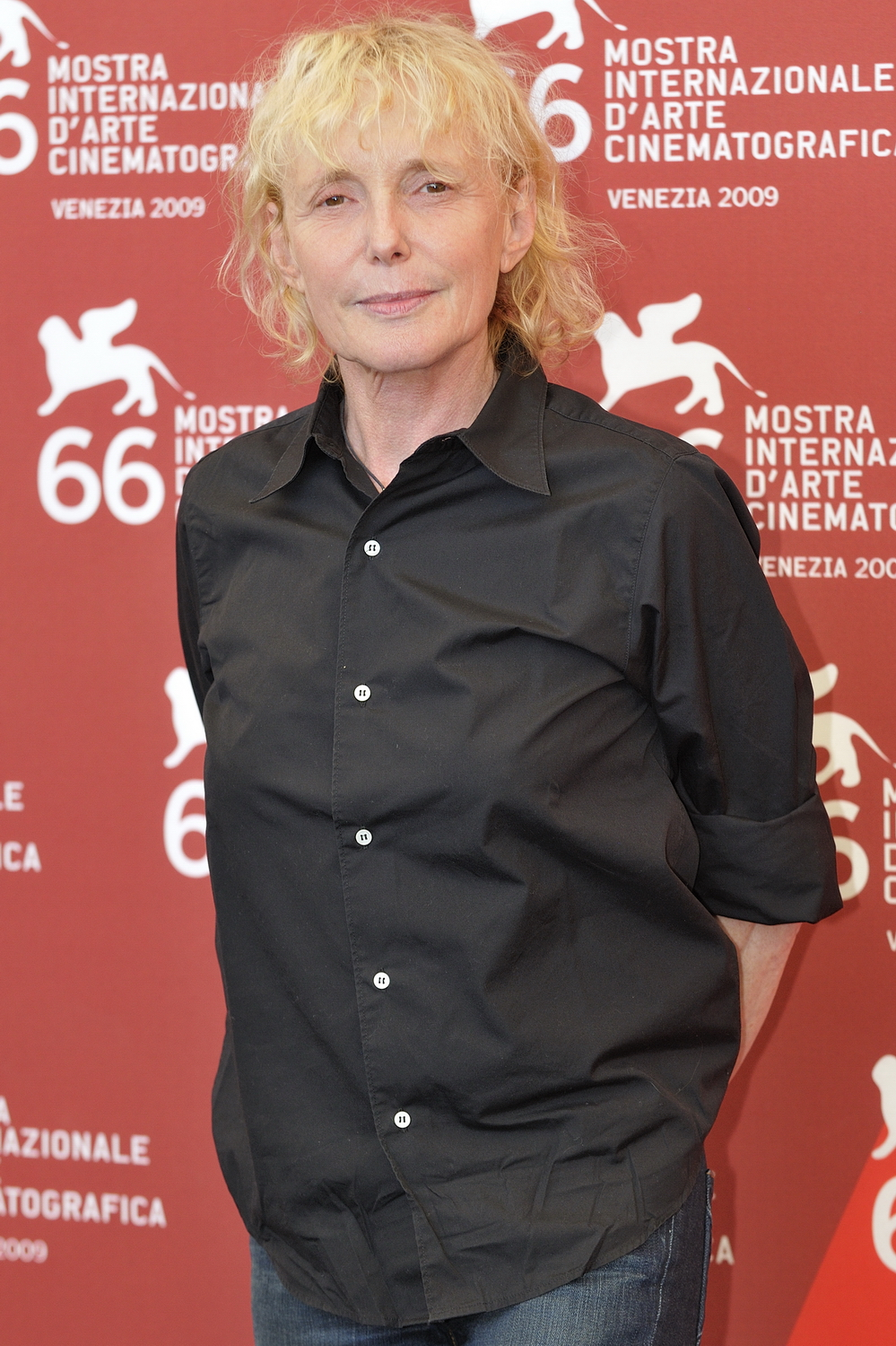
La cinéaste Claire Denis, diplômée de l'IDHEC en 1969.

Les élèves de l'IDHEC sont très souvent à l'origine de ces nombreux groupes de cinéma militant, parfois initiés au sein même de l'école. Jean-Michel Carré, entré en 1969, fonde en 1974 Les Films Grain de sable, d'abord sous la forme d'un collectif puis d'une maison de production cinématographique (toujours en activité aujourd'hui). Les films produits, inspirés des idées maoïstes, ont pour sujet le droit des femmes, le nucléaire, l'hôpital, ou encore l'éducation : « À l’époque, explique Jean-Michel Carré, nous appliquions les principes maoïstes du centralisme démocratique et le cheminement dialectique “pratique–théorie–pratique” : aller sur le terrain, tourner, prendre l’avis d’intellectuels et de chercheurs sur notre travail, puis repartir vers le terrain. Le cinéma nous paraissait être l’art le plus adéquat pour l’activisme politique. Nous avions, au sein du groupe, chacun un diplôme de prise de vue, de montage ou de réalisation (obtenu à l’IDHEC), ce qui nous permettait une rotation des tâches, qui désacralisait le rôle du metteur en scène ». Autre exemple de collectif : Cinélutte créé en 1973 par François Dupeyron, Alain Nahum, Guy-Patrick Sainderichin et Richard Copans, tous étudiants de l'école, avec le concours de Jean-Denis Bonan et de Mireille Abramovici. Cet organisme prend la forme d’une association non subventionnée, né des mouvements lycéens et étudiants contre la « loi Debré » sur la conscription militaire. Celui-ci ne se revendique d'aucun parti ou organisation politique, mais produit durant 8 années des films militants, fortement imprégnés de marxisme-léninisme et parfois du maoïsme, sur les luttes sociales et politiques des années 1970. Le collectif continue à diffuser « Wonder » durant toute cette période.

### Années 1970: une période faste

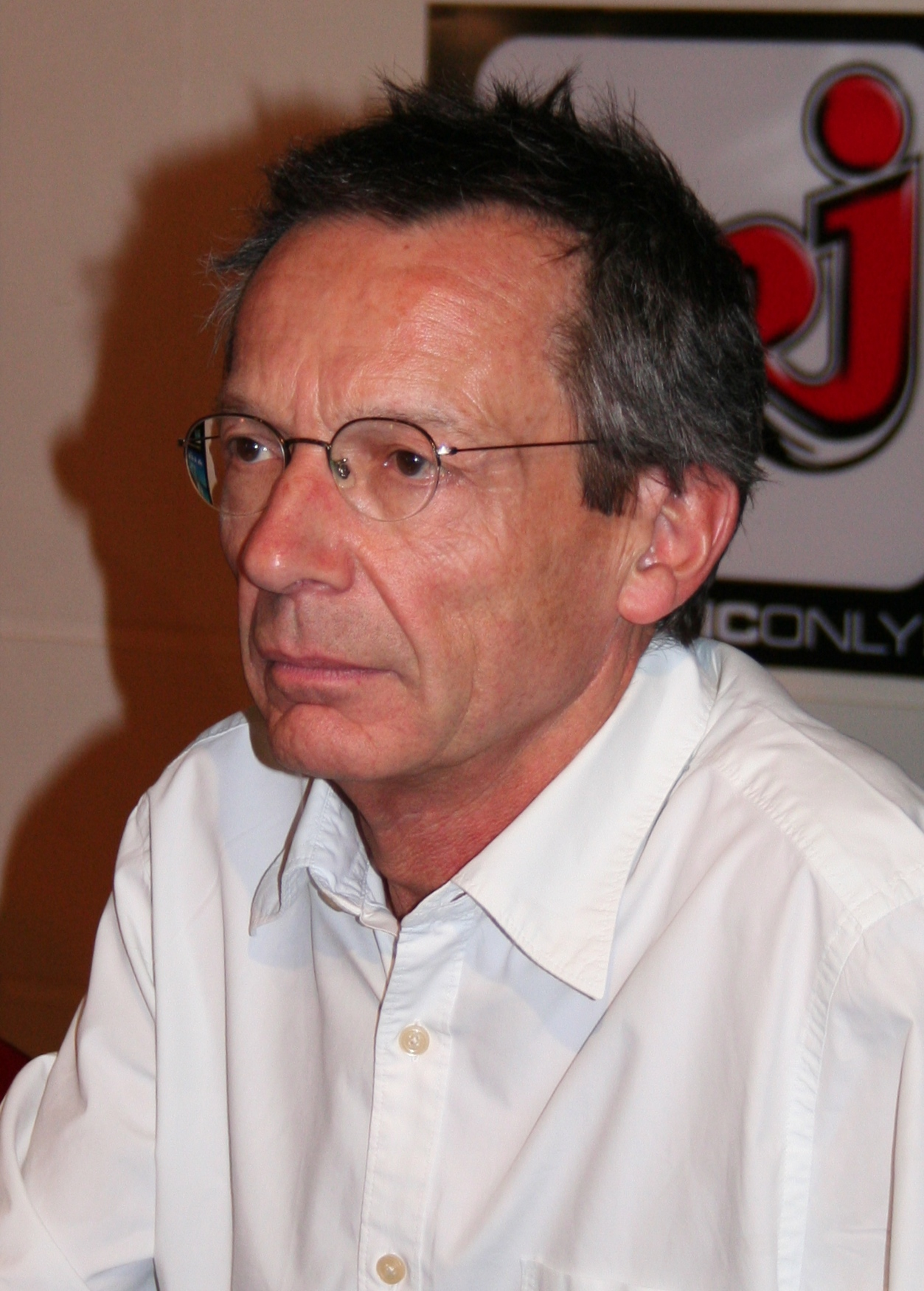
Le cinéaste Patrice Leconte, entré à l'IDHEC en 1967.

Après 1968, l'IDHEC connaît une période faste, où les fondamentaux de l'enseignement sont remis en cause mais où l'émulation entre les élèves s'est accrue. À la rentrée de 1968 est mis en place, sous la pression des élèves, un Conseil pédagogique provisoire présidé par Louis Daquin. C'est le « bureau » de ce Conseil, où siègent des représentants des élèves, qui gère de fait l'école. Le concours d'entrée du printemps 1968, qui avait été bloqué par les élèves en Mai 68, est repoussé à janvier 1969. Il est entièrement redéfini sur les bases des propositions du Comité d'occupation de Mai 68. Le concours d'entrée à la FEMIS en porte les traces encore aujourd'hui. Les élèves ne veulent plus de professeurs à l'année mais l'intervention de professionnels en activité dans le cinéma ainsi que l'augmentation du travail pratique au détriment de l'enseignement purement théorique. Louis Daquin est nommé directeur des études en 1970 et le reste jusqu'en 1977. Daquin bouleverse l’enseignement et attire à l'IDHEC comme moniteurs tous ceux qui font le cinéma de l'époque. Sa devise : « Il faut faire des films, c'est comme ça qu'on apprend ». Bien que membre éminent du PCF, il ouvre l'école à tous les courants d’extrême-gauche. En 1971, Daquin engage un triumvirat improbable (Richard Copans, Jean-Denis Bonan et Jean-André Fieschi) pour le seconder dans la mise en place de la nouvelle pédagogie de l'école.

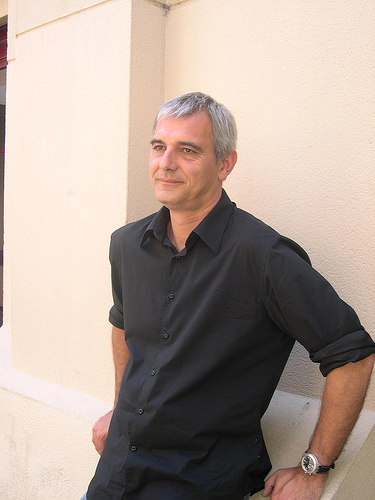
Le cinéaste Laurent Cantet, diplômé de l'IDHEC en 1986.

Les étudiants, quel que soit le poste qu'ils souhaitent occuper à leur sortie de l'école, choisissent entre deux sections généralistes : Image et Montage. La pratique y est relativement libre et l'accès au matériel facilité. Tout le monde peut, peu ou prou, réaliser ses propres films, dans « une utopie pragmatique où chacun travaillait sur les films des autres », comme l'explique le cinéaste Laurent Cantet. L'école devient ainsi un laboratoire de formes et d'idées, et se veut ouverte à la société qui l'environne.

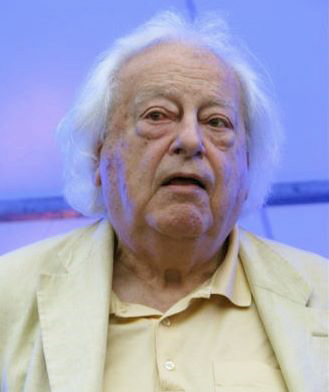
Jean Douchet, longtemps intervenant à l'IDHEC (par Mariusz Kubik, 2010).

Les femmes restent néanmoins largement minoritaires à l'école. Il faut attendre l'après 1968 pour que les femmes y occupent une plus grande place. L'interdiction de les voir intégrer l'ancienne section Mise en scène n'est pas formelle, mais il leur est fortement conseillé de rejoindre des sections considérées comme plus « féminines », comme le montage. En 1973, les candidatures de femmes ne représentent encore que 4 des 28 reçues. L'école permet tout de même de former la chef opératrice Nurith Aviv, diplômée en 1967, souvent présentée comme la première femme française à accéder à ce poste, suivie de la cinéaste Claire Denis en 1969, de Dominique Le Rigoleur en 1971, de Caroline Champetier en 1976 ou d'Agnès Godard en 1980,.
À la fin de l'année 1977, Daquin est mis à la retraite. Le poste reste vacant jusqu'à la nomination de Maurice Delbez (en novembre 1978) avant la « normalisation » de l'école imposée par le ministère de la Culture.

### Années 1980: perte de vitesse et disparition
En 1986, l'IDHEC est fusionné avec La Fémis, et disparaît en 1988.

## Formation des futurs cinéastes français et étrangers

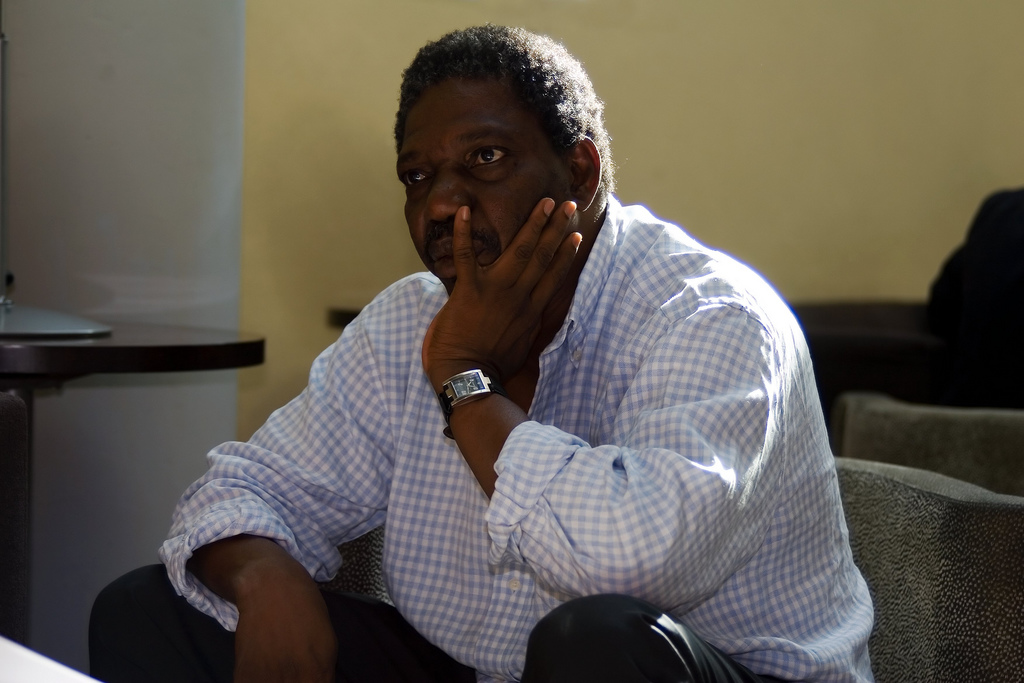
Idrissa Ouedraogo, entré à l'IDHEC en 1982.

Comme les autres grandes écoles européennes, l'IDHEC joue un rôle prépondérant dans la formation des futures cinématographies des pays pauvres ou en voie de développement. En 1960, 273 des 617 diplômés de l'école sont étrangers. À leur sortie de l'IDHEC, beaucoup de ces étudiants retournent dans leur pays pour y exercer leur art. Beaucoup d'étudiants latino-américains, attirés par la tradition cinéphilique française (visible par le foisonnement des rétrospectives et des revues) et par la politique des auteurs suivent l'enseignement délivré par l'école. Les cinéastes mexicains Felipe Cazals et Paul Leduc étudient à l'IDHEC, tout comme le cinéaste Pham Ky Nam, qui tourne en 1959 le premier film de fiction nord-vietnamien. L'école permet également l'émergence de la première génération des cinéastes d'Afrique Noire, comme Paulin Soumanou Vieyra, Georges Caristan, Blaise Senghor, Yves Diagne. Ne pouvant obtenir l'autorisation ou les moyens nécessaires pour tourner dans leurs pays, la plupart d'entre eux choisissent de faire ce que l'on pourrait appeler « des films africains en France ». C'est ainsi que le guinéen Mamadou Touré tourne en 1953 Mouramani et que Vieyra, Jacques Melokane et Mamadou Sarr réalisent ce que les historiens du cinéma ont coutume de présenter comme le premier long-métrage d'Afrique Noire : Afrique-sur-Seine, dans lesquels ils dénoncent la colonisation française et la vie misérable des immigrés africains à Paris. Beaucoup de cinéastes sénégalais préfèrent cependant retourner dans leur pays après leur sortie de l'école. Ils y deviennent fonctionnaires et travaillent au service des Actualités sénégalaises (le seul organisme audiovisuel du pays), avant de se regrouper dans diverses associations, comme « Cinéastes Sénégalais Associés », puis la « Société des réalisateurs sénégalais », aidés par le Bureau du cinéma du Ministère français de la Coopération (un ancien directeur de l'école, Jean-René Debrix, y est d'ailleurs nommé en 1963. À la tête du Bureau du cinéma il sera un des pères fondateurs du Cinéma africain francophone et des premiers festivals africains dont le Fespaco. C'est lui aussi qui à la fondation de l'Institut mis en place l'accès d'étudiants étrangers). Le premier film camerounais, Aventure en France, a été tourné en 1962 par Jean-Paul Ngassa, diplômé de l'école.
Ne trouvant pas dans leurs pays les structures indispensables à la production de films, certains diplômés de l'IDHEC se détournent du cinéma pour la littérature, la poésie et le théâtre. C'est le cas de l'Ivoirien Jean-Marie Adé Adiaffi, de Lotfi Maherzi, d'Ahmed Belhachmi (premier Marocain diplômé de l'IDHEC, en 1951) et d'Ahmed Bouanani. S'ensuit la promotion de Abderrahmane Tazi, Abdelmajid R'chich et Theo Angelopoulos.
La formation de ces étudiants étrangers permet sans doute ou suggère l'éclosion de formes narratives inédites dans le paysage cinématographique du pays d'origine. Le film Wechma (1970) d'Hamid Bénani, diplômé trois ans plus tôt (comme Merzak Allouache et Moumen Smihi), est ainsi considéré comme un tournant dans le cinéma marocain en raison de ses innovations formelles et dramatiques. L'Algérien Merzak Allouache fait, lui, des allers-retours constants entre son propre pays et la France pour y réaliser ses films. La Tunisienne Moufida Tlatli, diplômée en 1968, devient une des monteuses attitrées du cinéma marocain, puis travaille sur des films tunisiens, palestiniens et algériens. Son premier film en tant que réalisatrice, Les Silences du palais (1994), reçoit une mention spéciale de la Caméra d'Or au Festival de Cannes. La cinéaste est nommée ministre de la Culture de son pays en janvier 2011, dans le gouvernement d'union nationale formé lors de la révolution tunisienne.

## Enseignants
- Yves Baudrier
- Henri Alekan
- Jean Mitry
- Georges Sadoul
- Ghislain Cloquet
- Willy Ronis
- Jean Vénitien
- Richard Copans
- Jean-Denis Bonan
- Jean-André Fieschi
- Noël Burch
- Aimé Agnel
- Michel Fano
- Jean-Jacques Birgé
- Ricardo Aronovitch
- Alain Douarinou
- Dominique Chapuis
- Christiane Lack
- Geneviève Louveau
- Michael Lonsdale
- Jean Narboni
- Serge Daney
- Bernard Stora
- Jacques Frankel
- Jean Douchet

## Anciens élèves notables
Parmi les 1 439 diplômés de l'IDHEC (par ordre chronologique).
- réalisateurs : Alain Resnais, André Heinrich, Jacques Dupont, Jean Leduc, Edmond Séchan, Edmond Tyborowski, Henri Colpi, Maurice Delbez, Édouard Logereau, Jacques Nahum, Roland Portiche, Jean Prat, Pierre Cardinal, Edmond Lévy, Claude Sautet, Pierre Tchernia, René Vautier, Jean Archimbaud, Jean Aurel, Jean Dewever, Jean L'Hôte, Alain Boudet, Louis Malle, Volker Schlöndorff, Robert Mazoyer, Jacques Rozier, Jean-Christophe Averty, Pierre Badel, Serge Bourguignon, Ange Casta, Robert Enrico, Jacques Krier, Alain Cavalier, Philippe Collin, Michel Mitrani, Michel Wyn, Ruy Guerra, Pham Ky Nam, Paul Seban, Ali Djenaoui[74], Jean Herman, José María Berzosa, James Blue, Christian de Chalonge, Costa-Gavras, Bernard Gesbert, Johan van der Keuken, Pierre Koralnik, Jacques Trébouta, Andrzej Żuławski, Yves Boisset, Jean-Pierre Bastid, António da Cunha Telles, Peter Fleischmann, Blaise Senghor, Jean-Pierre Lajournade, Paulo Rocha, Jean-Paul Ngassa, Guy Olivier, François Weyergans, Ahmed Bouanani, André Farwagi, Jacques Kébadian, Jean-Patrick Lebel, Claude Miller, Abdelmajid R'chich, Claude Weisz, Am Rong (en)[75], Michel Andrieu, Theo Angelopoulos, Jean-Jacques Annaud, Derri Berkani, Yves Diagne, Bernard Stora, Felipe Cazals, Alain Corneau, Paul Leduc, Bernard Martino, Hamid Bénani, Jacques Fansten, Moumen Smihi, Bertrand Van Effenterre, Richard Copans, Pierre Bonneau, Daniel Edinger, Don Kent, Patrice Leconte,Maurice Tanant, Georges Bensoussan, Mosco Boucault, Claire Denis, Jean-Michel Carré, Denis Gheerbrant, Daniel Isoppo, Alain Nahum, Stan Neumann, Paule Zajdermann, Léon Desclozeaux, Maroun Bagdadi, François Dupeyron, Michaëla Watteaux, Mário Barroso, Alfonso Gumucio Dagron (en), Arthur Joffé, Emilio Pacull, Jean-Marc Seban, Pierre Oscar Lévy, François Margolin, Jean-Maurice Ooghe, Françoise Romand, Jean-Pierre Rouette, Djamila Sahraoui, François Luciani, Simone Bitton, Dominique Cabrera, Gérard Krawczyk, Philippe Troyon, Jeanne Biras, Patrick Mimouni, Christophe Gans, Martine Dugowson, Christian Vincent, Hervé Morzadec, Arnaud Desplechin, Pascale Ferran, Radu Mihaileanu, Eric Rochant, Pierre Trividic, Idrissa Ouedraogo, Claire Devers, Laurent Cantet, Patrick Rebeaud, Dai Sijie, Dominik Moll, Mariana Otero, Olivier Ducastel, Rithy Panh, Jacques Willemont …
- scénaristes : François Boyer, Guy-Patrick Sainderichin…
- chefs-opérateurs : Edmond Séchan, Sacha Vierny, Ghislain Cloquet, Yann Le Masson, Emmanuel Machuel, Alain Derobe, Jean-Michel Humeau, Peter Suschitzky, Jean-Paul Cornu, Renan Pollès, Pierre-William Glenn, Alexis Grivas, Walter Bal, Nurith Aviv, Dominique Chapuis, Dominique Le Rigoleur, Richard Andry, Caroline Champetier, Agnès Godard…
- monteurs : Jacqueline Thiédot, Pierre Gillette, Henri Lanoë, Agnès Guillemot, Helmut Winkelmayer, Françoise Collin, Jean-Bernard Bonis, Christiane Lack, Anne Lafarge, Joële van Effenterre, Andre Gaultier, Luc Barnier, Michel-Christian Robin, Bernard Sasia, Kahena Attia, Kalthoum Bornaz, Moufida Tletli…
- ingénieurs du son : Bernard Aubouy, Pierre Gamet, Pierre Lenoir, Pierre Donnadieu…
- décorateurs : Georges Koskas, Bernard Evein, Jacques Saulnier, Jacques Dugied, Slavik, Chalid Arifin[76]…
- compositeur : Jean-Jacques Birgé
- directrice de casting : Jeanne Biras
- comédiens : Yves Barsacq, Frédéric de Pasquale, Daniel Isoppo, Emmanuel Salinger
- producteurs : Paul Claudon, Marin Karmitz, Richard Copans, Lucile Hadzihalilovic…
- animateur : Pierre Tchernia
- critiques, historiens, chercheurs, théoriciens : Noël Burch, Philippe Esnault, Paulin Soumanou Vieyra, Claude-Jean Philippe, Michèle Firk[77], Frantz Schmitt, Dominique Villain, Elaine Le Grivès, Alain Montesse, Françoise Liffran, Maurice Ronai…
- photographes : Elia Fouli, Tom Drahos, Philippe Robert
- écrivains : François Billetdoux, Claude Mettra, Marc Sabathier Levêque, Jean Vautrin (ou Jean Herman)[78], François Weyergans (de l'Académie française)[79], Ahmed Bouanani, Jean Louis Fournier, Dai Sijie[80]…
- dramaturges : Jean-Pierre Gredy, Ahmed Belhachmi…
- auteurs de BD : Nikita Mandryka, Ted Benoit, Perrine Rouillon
- journalistes : Jacques Sallebert, Slim Allagui
- diplomate : Blaise Senghor[81]

## Le Bulletin de l'IDHEC
Entre 1946 et 1948 paraît un Bulletin de l'IDHEC, mensuel de liaison, d'information et de documentation publié par l'Institut. L’écrivain Jacques Tournier, traducteur de Carson McCullers et Francis Scott Fitzgerald, en est le secrétaire de rédaction, des collaborateurs prestigieux comme André Bazin ou encore Jean Cocteau y participent. En 16 pages, on peut lire chaque mois une « Histoire du cinéma » par Jean Mitry, une page d'« Initiation pour voir et juger un film » par Georges Damas, une chronique sur « Esthétique, art et réalité au cinéma » par J.-P. Chartier, une rubrique « Mise au point », une tribune libre, des fiches filmographiques et des actualités bibliographiques.

### Source primaire
- Marcel L'Herbier, 1944. Discours d'inauguration